# Église de la foi apostolique
L’Église de la foi apostolique (anglais : Apostolic Faith Church) est une association internationale chrétienne évangélique d'églises pentecôtistes. Son siège est basé à  Portland aux États-Unis. Son président est Darrel D. Lee.

## Histoire
Florence Louise Crawford, était membre de l’église Azusa Street Mission à Los Angeles, lors du réveil d'Azusa Street en avril 1906. En décembre 1906, lors d’un voyage d’évangélisation à  Salem, elle est invitée à prendre la charge d’une mission à  Portland, qu’elle appellera The Apostolic Faith Mission. En 1911, une mission est établie en Suède, suivie d'une autre en Norvège en 1912. Selon un recensement de l’association d’églises en 2016, elle compterait 60,000 membres dans 32 pays.

## Croyances
L’association d’églises a une confession de foi pentecôtiste .